# Katedrala Svetog Petra i Pavla u Brnu
Katedrala Svetog Petra i Pavla u Brnu (skraćeno Petrov) nalazi se u gradu Brnu u Češkoj, na vrhu Petrov u središtu grada.
Katedrala je nacionalni kulturni spomenik, jedan od najznačajnijih arhitektonskih spomenika u Južnoj Moravskoj. Slika katedrale nalazi se na kovanici od 10 čeških kruna.
Toranj katedrale je visok 84 metara. Unutrašnjost je uglavnom barokna, a vanjskim izgledom dominiraju dva tornja, sagrađena između 1904. i 1905. godine.
Iznad glavnog ulaza nalazi se latinski citat iz Evanđelja po Mateju:
```
"Venite ad me omnes qui laboratis et onerati estis et ego reficiam vos tollite iugum meum super vos et discite a me quia mitis sum et humilis corde et invenietis requiem animabus vestris iugum enim meum suave est et onus meum leve est."
```

```
„Dođite k meni svi koji ste izmoreni i opterećeni i ja ću vas odmoriti. Uzmite jaram moj na sebe, učite se od mene jer sam krotka i ponizna srca i naći ćete spokoj dušama svojim.“
[
1
]
```